# مسرح الدمى هوفهانس تومانيان في يريفان

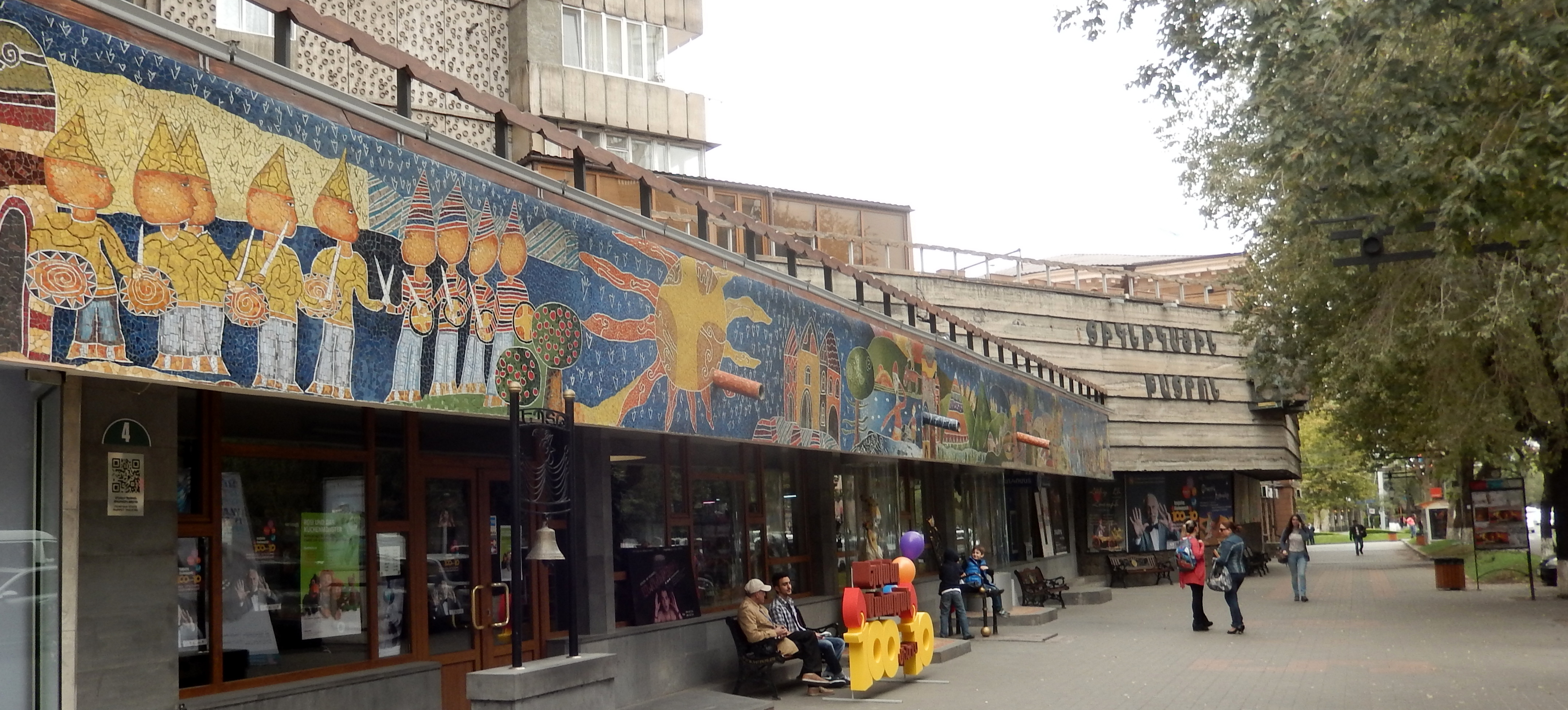
مسرح الدمى هوفهانس تومانيان في يريفان.

مسرح الدمى هوفهانس تومانيان في يريفان رسمياً هو مسرح العرائس في دولة يريفان الذي يحمل اسم «هوفهانس تومانيان» (الأرمينية: Հովհաննես Թումանյանի անվան Պետական Տիկնիկային Թատրոն)، هو مسرح عرائس في يريفان، أرمينيا. تم افتتاحه في 1 يونيو 1935 من قبل المخرجة صوفيا بيجانيان، والرسام جيفورج أراكيليان، والممثلين بافلوس بورويان وأراشيا أرابيان. المدير الأول للمسرح كان فاريا ستيبانيان. في وقت لاحق في عام 1938، تمت إعادة تسمية المسرح بعد هوفهانس تومانيان.
بين عام 1950 وعام 1957 تم إغلاق المسرح. ومع ذلك في 27 يوليو 1957، أعيد فتح المسرح وأصبح يرفاند ماناريان المخرج. منذ عام 1975، يعمل المسرح في موقعه الحالي على جادة Sayat-Nova.
المدير الحالي والمدير الفني للمسرح هو روبن بابايان.
المسرح هو أيضاً موطن لمتحف عرائس يدعى بافلوس بورويان.